# Antboy: Den röda furiens hämnd
Antboy: Den röda furiens hämnd är en dansk familjefilm från 2014 regisserad av Ask Hasselbalch efter ett manus av Anders Ølholm. Filmen bygger på Kenneth Bøgh Andersens barnboksserie om Antboy och följer filmen Antboy från 2013 och fick 2016 uppföljaren Antboy 3.
Filmen hade biopremiär i Danmark den 25 december 2014. I Sverige har filmen visats på C More under 2015-2016.

## Handling
Pelle har gott om tid att njuta av sitt hemliga liv som superhjälte, men hans myrsuperkrafter gör det inte lättare för honom när han blir kär i sin kompis Ida. Sen dyker ytterligare en friare dyker upp, i form av den irriterande Christian. Ida tycker Christian är spännande, så Pelle vet att han måste skärpa sig. Det är svårt, eftersom en rad mystiska saker och fall har börjat hända runt honom. Till en början tror Pelle att han är hemsökt av spöken, men med hjälp av sin trogna följeslagare Wilhelm får han reda på att det finns en mycket större och hittills oupptäckt fara på spel: Den röda furien.

## Rollista
- Oscar Dietz – Pelle / Antboy
- Samuel Ting Graf – Wilhelm
- Amalie Kruse Jensen – Ida
- Astrid Juncher-Benzon – Maria / Den röda furien
- Marcuz Jess Petersen – Allan / terrortvilling
- Johannes Jeffries Sørensen – Mark / terrortvilling
- Hector Brøgger Andersen – Christian
- Cecilie Alstrup Tarp – Amanda
- Boris Aljinovic – Rustam Musajev
- Torbjørn Hummel – Marias far
- Nicolas Bro – Albert Gæmelkrå / Loppen